# Enrique Gori Molubela
Enrique Gori Molubela (Batete, Bioko, 13 de novembre de 1923; juny de 1972) fou un escriptor i polític equatoguineà, d'ètnia bubi, va ser president de la Diputació Provincial de Fernando Poo i procurador en Corts a les Corts Espanyoles.
Fou oncle de la diputada valenciana Rita Bosaho Gori.
El setembre del 1951 és expulsat, al costat d'Atanasio Ndongo, del Seminari de Banapá per dirigir una vaga en protesta de la mala alimentació, vinculada al naixent moviment independentista Croada Nacional d'Alliberament de la Guinea Equatorial. Detingut i al poc alliberat, va viatjar a la península i va poder seguir els seus estudis en la Facultat de Dret de la Universitat Complutense de Madrid. Vinculat durant la seva estada a Madrid al MONALIGE (Moviment Nacional d'Alliberament de Guinea Equatorial), se'n va desentendre poc després i tornà a Guinea Equatorial, on al novembre de 1963, en una entrevista en el periòdic Ébano, es declara a favor d'una "autonomia progressiva" en lloc de la "independència prematura".
Entre 1964 i 1968 va ser el president de la Diputació Provincial de Fernando Poo i Procurador en Corts, en les que hi va participar activament. Amb ocasió de la concessió de l'Orde d'Alfons X el Savi al doctor Pere Piulachs i Oliva li'n va presidir un homenatge.
Va ocupar el càrrec de President de l'Assemblea General de la regió autònoma de Guinea Equatorial des de 1964 fins a juny de 1965, quan cedí el càrrec a Federico Ngomo Nandong.
Va participar com a Vicepresident de l'Assemblea General en la Conferència Constitucional de Madrid de 1967-68 preparatòria de la independència de Guinea Equatorial i de la Constitució de 1968, mostrant-se contrari a la independència unificada de les nacions bubi i fang. Va demanar suport al SI incondicional en el referèndum sobre la Constitució de 1968.
Detingut durant la Crisi de les banderes de 1969, al desembre de 1970 es va celebrar un judici en un tribunal militar contra Enrique Gori, Norberto Balboa, Vicente Ntutumu, Luis Angue Bacale, Santiago Osa i altres, pel suposat intent de cop d'estat d'Atanasio Ndongo del mes de març. Enrique Gori és condemnat a 25 anys de presó militar i mor assassinat al juny de 1972.
La seva vídua, Esperanza Jones Dougan, va denunciar al Ministeri per a les Administracions Públiques espanyol el 1990, per denegar-li la pensió de viduïtat. Actualment el nom d'un hospital de Luba (Bioko) està dedicat a la seva memòria, l'Hospital Enrique Gori Molubela.

## Obres
- Etnología de los bubis, 1955